# Championnats de France du 10 kilomètres
Ne doit pas être confondu avec Championnats de France du 10 000 mètres.
Les Championnats de France du 10 kilomètres sont organisés tous les ans par la Fédération française d'athlétisme (FFA).

## Palmarès
| Année | Ville               | Hommes                                               | Temps                                                | Femmes                                               | Temps                                                |
| ----- | ------------------- | ---------------------------------------------------- | ---------------------------------------------------- | ---------------------------------------------------- | ---------------------------------------------------- |
| 2003  | Langueux            | Tarik Bouzid                                         | 29 min 08 s                                          | Fatima Yvelain                                       | 32 min 44 s                                          |
| 2004  | Tours               | El Hassan Lahssini                                   | 29 min 10 s                                          | Rakiya Maraoui-Quetier                               | 33 min 47 s                                          |
| 2005  | Dax                 | El Hassan Lahssini                                   | 28 min 56 s                                          | Rodica Daniela Moroianu                              | 33 min 58 s                                          |
| 2006  | Taulé-Morlaix       | Tarik Bouzid                                         | 27 min 59 s                                          | Julie Coulaud                                        | 31 min 58 s                                          |
| 2007  | Leucate             | Ahmed Ezzobayry                                      | 28 min 55 s                                          | Samira Mezeghrane                                    | 33 min 38 s                                          |
| 2008  | Langueux            | El Hassan Lahssini                                   | 28 min 45 s                                          | Carmen Oliveras                                      | 34 min 01 s                                          |
| 2009  | Andrézieux          | Driss El Himer                                       | 30 min 08 s                                          | Simone Kuster                                        | 35 min 26 s                                          |
| 2010  | Vitry-sur-seine     | Fouad Larhriouch                                     | 29 min 01 s                                          | Samira Mezeghrane                                    | 34 min 17 s                                          |
| 2011  | Vittel              | Driss El Himer                                       | 29 min 41 s                                          | Fatiha Klilech-Fauvel                                | 34 min 09 s                                          |
| 2012  | Roanne              | Denis Mayaud                                         | 29 min 18 s                                          | Patricia Laubertie                                   | 34 min 14 s                                          |
| 2013  | Cabries             | James Theuri                                         | 29 min 11 s                                          | Christelle Daunay                                    | 34 min 14 s                                          |
| 2014  | Valenciennes        | El Hassane Ben Lkhainouch                            | 28 min 50 s                                          | Bouchra Ben Thami                                    | 32 min 50 s                                          |
| 2015  | Aix-les-Bains       | Hassan Chahdi                                        | 29 min 33 s                                          | Jacqueline Gandar                                    | 34 min 04 s                                          |
| 2016  | Langueux            | James Theuri                                         | 28 min 55 s                                          | Christelle Daunay                                    | 32 min 35 s                                          |
| 2017  | Aubagne             | Jimmy Gressier                                       | 29 min 31 s                                          | Mélanie Doutart                                      | 34 min 41 s                                          |
| 2018  | Liévin              | Hassan Chahdi                                        | 29 min 31 s                                          | Fadouwa Ledhem                                       | 34 min 49 s                                          |
| 2019  | Canet-en-Roussillon | Jimmy Gressier                                       | 28 min 54 s                                          | Manon Trapp                                          | 33 min 30 s                                          |
| 2020  | Saint-Omer          | Édition annulée en raison de la pandémie de Covid-19 | Édition annulée en raison de la pandémie de Covid-19 | Édition annulée en raison de la pandémie de Covid-19 | Édition annulée en raison de la pandémie de Covid-19 |
| 2021  | Langueux            | Morhad Amdouni                                       | 28 min 27 s                                          | Mekdes Woldu                                         | 33 min 02 s                                          |
| 2022  | Boulogne-sur-Mer    | Jimmy Gressier                                       | 27 min 41 s                                          | Marion Legrand                                       | 34 min 00 s                                          |
| 2023  | Houilles            | Félix Bour                                           | 28 min 02 s                                          | Fadouwa Ledhem                                       | 33 min 03 s                                          |
| 2024  | Roanne              | Raphaël Montoya                                      | 28 min 58 s                                          | Méline Rollin                                        | 32 min 52 s                                          |

 Record de la compétition